# أوين فلانغن
أوين فلانغن (بالإنجليزية: Owen Flanagan)‏ هو أستاذ مدرسة وفيلسوف أمريكي، ولد في 30 يناير 1949.